# 静岡県公安委員会
静岡県公安委員会（しずおかけんこうあんいいんかい）は、静岡県警察を管理するため静岡県知事所轄の下に設置される行政委員会である。5人の委員で組織される。所在地は静岡市葵区追手町9-6である。

## 委員
- 委員長
  - 稲田精治（信用金庫名誉顧問）

- 委員
  - 久保田隆　（会社取締役会長）
  - 三輪浜子　（特定非営利活動法人理事長）
  - 外山弘宰　(弁護士)
  - 松永由弥子　(大学教授)

## 下部組織
- 静岡県警察